# Reprezentacja Węgier w hokeju na lodzie kobiet
Reprezentacja Węgier w hokeju na lodzie kobiet – narodowa żeńska reprezentacja tego kraju. Należy do Dywizji Trzeciej.

## Starty w Mistrzostwach Świata
- 2000 – 22. miejsce
- 2001 – 24. miejsce
- 2003 – 24. miejsce
- 2004 – 24. miejsce
- 2005 – 24. miejsce
- 2007 – 25. miejsce
- 2008 – 26. miejsce
- 2009 – Dywizja Trzecia Odwołana
- 2011 – 22. miejsce

## Starty w Igrzyskach Olimpijskie
- Węgierki nigdy nie zakwalifikowały się do Igrzysk Olimpijskich.